# Felicity
Felicity er en amerikansk tv-serie, skabt af J.J. Abrams og Matt Reeves, og med Keri Russell i hovedrollen som Felicity Porter. Serien består af 84 afsnit og fire sæsoner, og kørte fra 1998 til 2002. Den er produceret af Touchstone Television, og er blevet belønnet ved Golden Globe.
| Fjernsyn | Spire Denne artikel om et tv-program er en spire som bør udbygges. Du er velkommen til at hjælpe Wikipedia ved at udvide den. |